# Halima IV.
Halima IV. (auch: Alimah IV., bl. 1792) war die souveräne Sultana des Sultanats von Anjouan in Nzwani in den Komoren von 1788 bis 1792.

## Leben
Halima war die Tochter von Prinz Mohamed (gest. 1787), des Sohnes und bestimmten Erben des Sultans Abdallah I. Ihr Vater starb, als Abdallah I. während der Haddsch nach Mekka abwesend war. Als er zurückgekehrt war, war er sehr traurig über die Neuigkeit vom Tod seines Sohnes und setzte seine Enkelin Prinzessin Halimah in eine wichtige Position ein.
1788 dankte Abdallah I. zugunsten seiner Enkelin ab, die als Halimah IV. regierte. Anjouan war zu der Zeit in den Sklavenhandel mit Arabern und Europäern verwickelt. Die Insel war islamisch geprägt, aber der Islam wurde nur in geringem Umfang praktiziert, Frauen lebten nicht abgeschlossen in Harems und drei Frauen hatten schon vorher dort geherrscht. Sie beherrschte die Insel vier Jahre lang.
1792 übernahm ihr Großvater erneut die Herrschaft.